# Срећан пут (марш)
Срећан пут (рум. Drum bun) је румунски војни марш. Композитор овог марша је Стефан Носиевић, а текстописац Василе Александри. Највероватније је написан за време ратова измећу Румуније и Османлијског царства.

## Текст
Drum bun, drum bun, toba bate, drum bun, bravi români, ura!

Cu sacul legat în spate, cu armele-n mâini, ura!

Fie zi cu soare fie, sau cerul noros,

Fie ploi, ninsoare fie, noi mergem voios, drum bun.

 

Drum bun, drum bun, toba bate, drum bun, bravi români, ura!

Cu sacul legat în spate, cu armele-n mâini, ura!

Steagul să lucească steagul, pentru el trăim,

Țara să-nflorească țara, pentru ea murim, drum bun.

 

Drum bun, drum bun, toba bate, drum bun, bravi români, ura!

Cu sacul legat în spate, cu armele-n mâini, ura!

Fie zi cu soare fie, sau cerul noros,

Fie ploi, ninsoare fie, noi mergem voios, drum bun.

Noi mergem voios, drum bun.

Drum bun, drum bun, toba bate, drum bun, bravi români, ura!

Cu sacul legat în spate, cu armele-n mâini, ura!

Fie zi cu soare fie, sau cerul noros,

Fie ploi, ninsoare fie, noi mergem voios, drum bun.

Noi mergem voios, drum bun.

Drum bun, drum bun, toba bate, drum bun, bravi români, ura!

Cu sacul legat în spate, cu armele-n mâini, ura!

Steagul să lucească steagul, pentru el trăim,

Țara să-nflorească țara, pentru ea murim, drum bun.

Drum bun, drum bun, toba bate, drum bun, bravi români, ura!

Cu sacul legat în spate, cu armele-n mâini, ura!

Fie zi cu soare fie, sau cerul noros,

Fie ploi, ninsoare fie, noi mergem voios, drum bun.

Noi mergem voios, drum bun.